# Hador
Hador es un personaje ficticio que pertenece al legendarium creado por el escritor británico J. R. R. Tolkien y que aparece en su novela póstuma El Silmarillion. Es un adan, caudillo de una de las Tres Casas de los Edain, quizá la más numerosa, que condujo a sus huestes a través de las Ered Luin para asentarse en Beleriand.

## Historia
Llamado Lórindol («Cabeza de oro») y Hador el de cabellos dorados, característico de todos los Hombres de esa raza, incluyendo los ojos azules; se unió a la casa de Fingolfin y este le dio, en señorío Dor-Lómin, y si bien en su casa solo se hablaba en Quenya su lengua natal fue mantenida y de ella derivó la Lengua de Númenor. 
Padre de Galdor, quien a su vez es padre de Húrin y Huor; de quienes descienden respectivamente, Túrin y Tuor héroes entre los Edain en su lucha contra Morgoth en las Guerras de Beleriand.
Hador fue muerto en Eithel Sirion en la Dagor Bragollach a los sesenta y seis años de vida.
- Datos: Q1307185